# 普雷斯頓鎮區 (愛荷華州普利茅斯縣)
普雷斯頓鎮區（英語：Preston Township）是位於美國愛荷華州普利茅斯縣的一個行政鎮區。

## 地方資料
根據2010年美國人口普查的數據，普雷斯頓鎮區的面積為93.57平方千米，當中陸地面積為93.57平方千米，而水域面積為0.00平方千米。當地共有人口281人，而人口密度為每平方千米3人。